# 陳夢鶴
陳夢鶴（1512年—1580年），字子羽，號芝巘，山東青州府益都縣人，匠籍，明朝政治人物。

## 生平
幼聪敏，读书过目成诵。十二岁，随父宦京师，撰《大内灯诗》，有“愿得光添新蜡烛，不教明月照流亡”之句。所作赋，一时传颂。遇恩例当得荫，让其异母弟梦草。嘉靖十九年（1540年）庚子科山東鄉試第四十二名舉人，二十六年（1547年）中式丁未科會試第一百十五名，二甲第二十六名進士。授工部主事，监理济宁水利，撰《闸河类考》二卷。改兵部武选司主事，升員外郎，出為河南按察司僉事，以率民兵保卫京师之功，升俸一级。升山西按察司副使。时严嵩当国，官员迁转都需向其具谢，独梦鹤不为礼，遂被罢归。居乡结翼雅诗社，以吟咏自娱。晚年咯血，撰《悯病赋》。临终作《薄葬书》遗子孙。

## 著作
著有《雅音萃稿》三十卷、《芝巘山人岁稿》三十卷、《平庄集》一百卷及《西平游览志》、《陈氏家乘》诸书。

## 家族
曾祖陳俊，贈資政大夫戶部尚書；祖父陳慶，封通議大夫通政使，贈資政大夫戶部尚書；父陳經，兵部尚書。母蘇氏（封夫人）。具慶下。弟陳夢草、陳夢璜，從弟陳夢川、陳夢岱、陳夢衡、陳夢雲、陳夢斗、陳夢期。女兒為衡府商河王朱載塨王妃。